# Vjačeslav Malcev
Vjačeslav Vjačeslavovič Malcev (rusky Вячеслав Вячеславович Мальцев, * 7. června 1964, Saratov) je ruský právník a politický aktivista. Od roku 2013 je známý jako kritik korupce v Rusku a také Vladimira Putina. Vzděláním je právník. Působil v regionální politice v Saratovské oblasti. Na konci roku 2013 založil opoziční kanál Artpodhotovka na YouTube. Opakovaně kritizoval politiku ruského prezidenta Putina, zejména ozbrojené připojení Krymu k Rusku.